# Gustavo Adolfo Bécquer
Gustavo Adolfo Bécquer, född 17 februari 1836 i Sevilla, död 22 december 1870 i Madrid, var en spansk poet, novellförfattare och journalist. I dag är han en av de mest lästa författarna i den spanska litteraturen, och räknas som en av dess främsta poeter. Han är förknippad både med romantiken och post-romantiken, eftersom han verkade när realismen redan hade blivit populär.
Hans mest kända verk är diktsamlingen Rimas och novellsamlingen Leyendas, som ofta publiceras tillsammans under titeln Rimas y Leyendas. Han skrev också teaterskådespel och var en begåvad grafisk konstnär. 
Bécquer härstammade från svenska Pommern, därav förnamnen Gustavo Adolfo. Som lyriker påverkades han mycket av Heinrich Heine, Alfred de Musset och Ludwig Uhland. Som berättare (novellsamlingen Leyendas), mer av E.T.A. Hoffmann och Bröderna Grimm. Han kom i sin tur att påverka en rad andra författare så som Octavio Paz, Luis Cernuda och Antonio Machado.